# جدلیا
جدلیا (انگلیسی: Gedaliah) شخصیتی از کتاب مقدس بود که طبق گزارش‌ها فرماندار یهود (استان بابل) بود. او طبق کتاب مقدس نیز پسر اخیکام بود که ارمیا (پیامبر) را نجات داد.